# Phoroncidia nasuta
Phoroncidia nasuta là một loài nhện trong họ Theridiidae.
Loài này thuộc chi Phoroncidia. Phoroncidia nasuta được Octavius Pickard-Cambridge miêu tả năm 1873.